# Paracapnia
Paracapnia is een geslacht van steenvliegen uit de familie Capniidae. De wetenschappelijke naam van het geslacht werd voor het eerst geldig gepubliceerd in 1946 door Paul E. Hanson.

## Soorten
Paracapnia omvat de volgende soorten:
- Paracapnia angulata Hanson, 1961
- Paracapnia baumanni Kondratieff & Lee, 2010
- Paracapnia boris Stark & Baumann, 2004
- Paracapnia disala (Jewett, 1962)
- Paracapnia ensicala (Jewett, 1962)
- Paracapnia humboldta Baumann & Lee, 2007
- Paracapnia khorensis Zhiltzova, 1972
- Paracapnia leisteri Potikha & Zhiltzova, 2005
- Paracapnia opis (Newman, 1839)
- Paracapnia recta Zhiltzova, 1984
- Paracapnia sikhotensis Zhiltzova, 1978